# IF Verdandi
IF Verdandi är en idrottsförening i Eskilstuna i Sverige, bildad år 1900. Klubben bedriver fotboll och brottning, tidigare även bandy, bordtennis, cykel, friidrott, handboll, ishockey, judo och simning. I bandy spelade klubben i Sveriges högsta division säsongerna 1932, 1933 och 1941. I fotboll spelade klubben i Sveriges näst högsta division säsongerna 1942/1943 , 1943/1944  och 1944/1945.
Den tidigare världsmästaren i bordtennis Kjell "Hammarn" Johansson är fostrad i klubben.
Verdandis brottare har erövrat 13st guldmedaljer på svenska mästerskapen, 10st i Grek-Romersk brottning och 3st i fristil. Och Fyrstads(lag-SM) 11gånger som Eskilstuna stadslag.
En av de främste brottarna är Hubert Persson med 3 st sm-guld och en 4:de placering på OS 1952.
1974 gick handbollsektionerna i IF Verdandi och IK City ihop och bildade HK C/V 74. 1994 bytte föreningen namn till HK City.
Numera bedriver klubben endast fotboll och brottning. Klubben spelade 2013 i Division 6 och 2023 i division 7. Föreningen har ett hundratal aktiva medlemmar och hemmamatcherna spelas på Fröslunda IP. 2013 hade IF Verdandi två lag under 2013, av vilka det ena var ett B-lag.